# Dobri Dub
Pour l’article homonyme, voir Dobri Dub (Kosovo Polje).
Dobri Dub (en serbe cyrillique : Добри Дуб) est un village de Serbie situé dans la municipalité de Tutin, district de Raška. Au recensement de 2011, il comptait 188 habitants.

## Démographie
| 1948 | 1953 | 1961 | 1971 | 1981 | 1991 | 2002 | 2011 |
| ---- | ---- | ---- | ---- | ---- | ---- | ---- | ---- |
| 404  | 471  | 488  | 589  | 621  | 485  | 240  | 188  |

|  |